# Bipalium admarginatum
Bipalium admarginatum és una espècie de planària terrestre que habita a l'est de Malàisia. Mesura entre 85 i 90 mm de longitud i 3 mm d'amplada. La coloració del cos és marró bastant clara.